# 芳蒂语
芳蒂语，又译方提语，阿坎语的三种正式方言中的一种。该方言主要用于加纳中部和西部地区，在中南部地区也有使用。主要的使用人群在加纳阿散蒂地区库马西的方提新城。方提语在方提人所建立的王国中是通用语言，也有许多分支。许多方提人会说两种语言。使用方提方言的名人有约翰·阿塔·米尔斯以及科菲·安南。